# Caracciolo Parra Olmedo
Caracciolo Parra Olmedo è un comune del Venezuela situato nello Stato del Mérida.
Il capoluogo del comune è la città di Tucaní.